# Halisa Air
Halisa Air foi uma companhia aérea com sede em Porto Príncipe, Haiti. Operou entre 1991 e 1998.

## História
Halisa Air foi fundada em abril de 1994 por Frantz Cheron. Era uma operadora de fretamento de passageiros. Não está claro quando Halisa Air encerrou as operações.

## Frota
A frota da Halisa Air consistia nas seguintes aeronaves:
| Aeronaves      | Total | Notas |
| -------------- | ----- | ----- |
| Boeing 737-200 | 4     |       |
| Total          | 4     |       |